# Moussa Coulibaly (Fußballspieler, 1981)
Hadj Moussa „Elimane“ Coulibaly (arabisch موسى كوليبالي; * 19. Mai 1981 in Bamako) ist ein ehemaliger malischer Fußballspieler. Der Abwehrspieler nahm mit der malischen Fußballnationalmannschaft an den Olympischen Sommerspielen 2004 in Athen teil.

## Karriere
Coulibaly war 2004 Mitglied der malischen Fußballnationalmannschaft bei den Olympischen Sommerspielen. Das Team kam ins Viertelfinale, verlor aber gegen Italien und kam so auf Rang 5.
Danach spielte er in Algerien in mehreren Vereinen. Er nahm für den MC Alger am Algerian Cup 2006 und 2007 und am Algerian Super Cup teil. In dieser Saison wurde er auch als Foreign Player of the Year ausgezeichnet.
Sein Cousin Adama Coulibaly spielt ebenfalls für Mali.